# Cameron megye (Louisiana)
Cameron megye az Amerikai Egyesült Államokban, azon belül Louisiana államban található. Megyeszékhelye és legnagyobb városa Cameron. Lakosainak száma 5617 fő (2020. április 1.). Cameron megye Jefferson Davis, Orange, Calcasieu, Vermilion és Jefferson megyékkel határos.

## Népesség
A megye népességének változása:
| Lakosok száma | 6794 | 6795 | 6682 | 6744 | 6817 | 5617 |
|               | 2010 | 2011 | 2012 | 2013 | 2015 | 2020 |